# 八宝饭

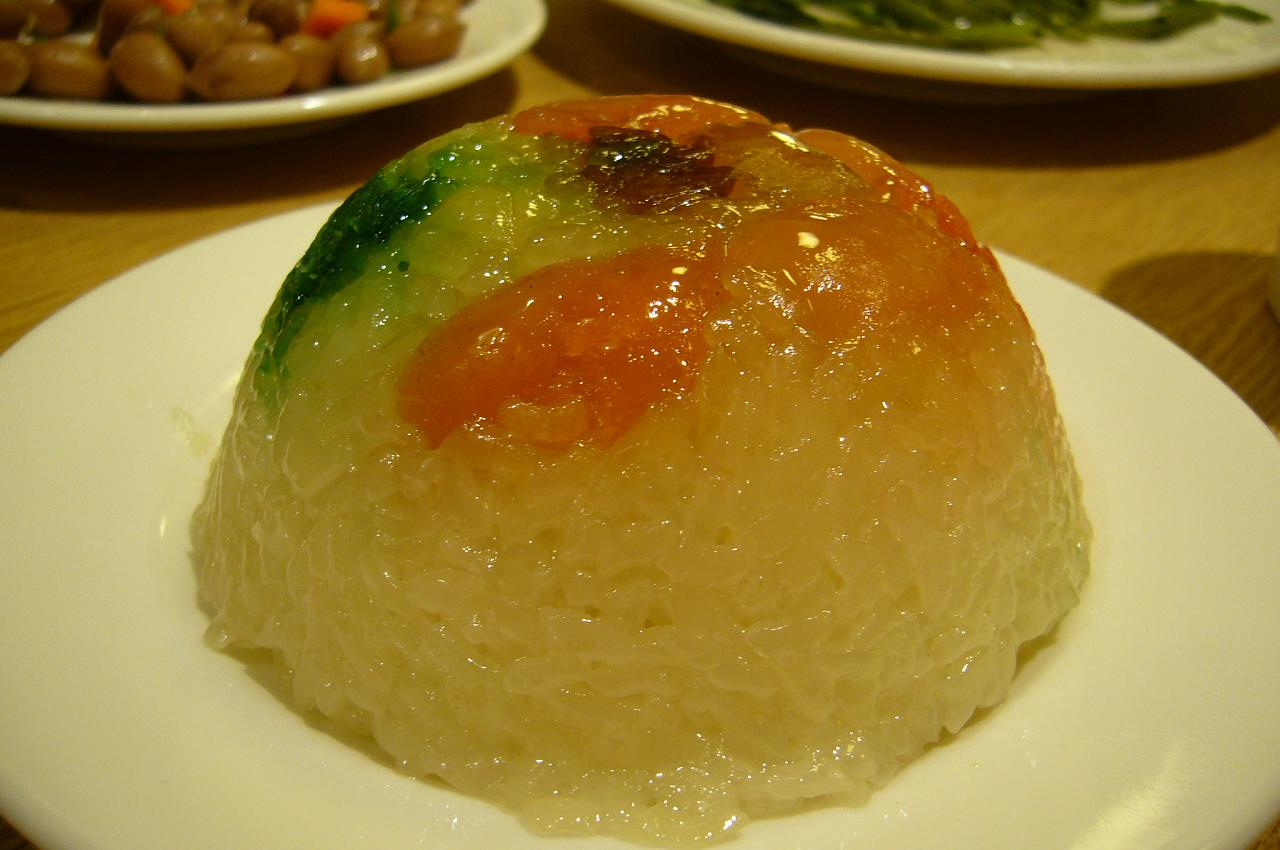
甜味八寶飯

八宝饭一般是以糯米及8种或更多主要用料組合而成，取名八宝饭。
如粵菜、四川有腊味八宝饭。材料：糯米、腊肉、香肠、红豆、乾香菇、乾蝦仁、银杏、花生等。
上海式八宝饭以甜味为主，有糯米、红枣及豆沙等8种配料組成，因而得名，八宝饭味道，一般做成半成品冷冻保鲜，需要食用时隔水蒸煮一段时间即可。
另外，在2008年，人民网以八宝饭为背景制作了“什锦八宝饭粉丝团”以代指时任中共中央总书记胡锦涛和国务院总理温家宝，开通之后吸引不少网民注册。